# سينر
سينر هي مجموعة شركات هندسية وتكنولوجية خاصة أسبانية تأسست عام 1956. متخصصة في الأنشطة المتعلقة بالهندسة والبناء ، ولديها حصص صناعية في شركات تعمل في مجالات الطاقة والبيئة والطيران .